# 舘矢間村
舘矢間村（たてやまむら）は、昭和29年（1954年）まで宮城県伊具郡の阿武隈川西岸にあった村。現在の丸森町舘矢間舘山・舘矢間木沼・舘矢間松掛・舘矢間山田および大舘・木沼にあたる。

## 地理
- 河川：阿武隈川

## 沿革
- 明治22年（1889年）4月1日 - 町村制施行にともない、舘山村・木沼村・松掛村・山田村・小田村の計5か村が合併して舘矢間村が発足。
- 昭和3年（1928年）4月1日 - 旧小田村域を角田町へ移管。
- 昭和27年（1952年）4月1日 - 村立舘矢間中学校（昭和22年（1947年）開校）を丸森町立丸森中学校と統合し、丸森町に組合立丸舘中学校が開校。
- 昭和29年（1954年）12月1日 - 丸森町・金山町・大内村・大張村・耕野村・小斎村・筆甫村と合併し、新制の丸森町となる。

## 行政
舘矢間村役場 （住所）伊具郡舘矢間村大字舘山字長内

### 歴代村長
| 代 | 氏名       | 就任                       | 退任                       | 備考 |
| -- | ---------- | -------------------------- | -------------------------- | ---- |
| 1  | 横山保太郎 | 明治22年（1889年）4月      | 不詳                       |      |
| 2  | 山本伝六   | 明治23年（1890年）10月     | 不詳                       |      |
| 3  | 横山保太郎 | 明治26年（1893年）3月      | 不詳                       | 再任 |
| 4  | 佐藤政吉   | 明治28年（1895年）11月     | 不詳                       |      |
| 5  | 横山勇吉   | 明治30年（1897年）11月25日 | 明治34年（1901年）11月24日 |      |
| 6  | 小野林吉   | 明治36年（1903年）1月17日  | 明治40年（1907年）1月16日  |      |
| 7  | 佐藤長助   | 明治41年（1908年）6月15日  | 明治45年（1912年）6月14日  |      |
| 8  | 根元繁太郎 | 大正元年（1912年）8月8日   | 大正5年（1916年）8月7日    |      |
| 9  | 高城小次郎 | 大正5年（1916年）8月24日   | 大正12年（1923年）5月5日   |      |
| 10 | 半沢豊治   | 大正12年（1923年）5月22日  | 昭和2年（1927年）5月21日   |      |
| 11 | 半沢善作   | 昭和3年（1928年）12月7日   | 昭和6年（1931年）4月13日   |      |
| 12 | 佐藤政次郎 | 昭和6年（1931年）4月28日   | 昭和15年（1940年）12月13日 |      |
| 13 | 武田忠之助 | 昭和16年（1941年）1月12日  | 昭和20年（1945年）1月10日  |      |
| 14 | 佐藤政次郎 | 昭和21年（1946年）1月11日  | 昭和21年（1946年）11月20日 | 再任 |
| 15 | 斎藤富     | 昭和22年（1947年）4月7日   | 昭和29年（1954年）11月30日 |      |

### 防災
- 舘矢間村消防団
  - （組織体制）5分団10班で構成。
  - （団員数）137名
  - （装備）当時の装備は手押し腕用消防ポンプ10台であった。

| 分団名   | 班名 | 担当地区   |  | 班名 | 担当地区 |  | 班名 | 担当地区 | 機械器具（台数）     |
| -------- | ---- | ---------- |  | ---- | -------- |  | ---- | -------- | -------------------- |
| 第一分団 | 一班 | 一区東     |  | 二班 | 一区西   |  |      |          | ポンプ(2)・火の見(2) |
| 第二分団 | 一班 | 二区中・東 |  | 二班 | 二区西   |  |      |          | ポンプ(2)・火の見(2) |
| 第三分団 | 一班 | 山田第一   |  | 二班 | 山田第二 |  |      |          | ポンプ(2)・火の見(1) |
| 第四分団 | 一班 | 北木沼     |  | 二班 | 南木沼   |  |      |          | ポンプ(2)・火の見(1) |
| 第五分団 | 一班 | 木沼       |  | 二班 | 松掛     |  |      |          | ポンプ(2)・火の見(2) |

舘矢間村の消防の歴史は下記の通りとなっている。
| 組織名         | 設置年月日                 | 廃止年月日                | 備考 |
| -------------- | -------------------------- | ------------------------- | ---- |
| 舘矢間消防組   | 明治27年（1894年）11月18日 | 昭和14年（1939年）4月1日  |      |
| 舘矢間警防団   | 昭和14年（1939年）4月1日   | 昭和22年（1947年）7月1日  |      |
| 舘矢間村消防団 | 昭和22年（1947年）7月1日   | 昭和29年（1954年）12月1日 |      |

- 1894年（明治27年） - 消防組規則が交付され、舘矢間消防組（初代組頭・山本 甫）が設置される。
- 1939年（昭和14年） - 第二次世界大戦において空襲の危機から国民を救うため勅令によって警防団令が発布。消防組は勅令団体としての警防団に改編された。
- 1947年（昭和22年） - 戦後の防災体制強化のため、勅令として消防団令が発布された。警防団は消防団に改組され廃止となる。
- 同年12月、消防組織法の公布により、警察から消防が分離独立する。
- 1948年（昭和23年） - 憲法が変わり、新たに地方自治法が施行されたのに伴い、消防組織法により、警察署長にあった指揮監督権や県知事にあった消防団事務の監察権が廃止され、国家消防から自治体消防となり、市町村が消防事務、及び消防団の組織と運営の管理に当たることになる。
- 1954年（昭和29年）12月1日 - 伊具郡内の2町6村の町村合併により丸森町が発足、組織名は丸森町消防団 舘矢間分団となる。

### 警察
- 角田警察署舘矢間駐在所

### 農業用水利施設
舘矢間村では当時、村内の水田で使用する農業用水利施設の管理も担っていた。
- 弁財天用水池 ( 慶長元年（1596年） - 昭和8年（1933年）廃止)
通称、弁天沼。舘矢間村山田に存在した農業用水の溜池・人工の沼である。
鎌倉時代の慶長元年（1596年）に木沼宗吽院の院主が中心となって弁天社（厳島神社）とともに建設された。
先ず堤を築き、小坂沢の清流を板付と呼ばれる場所で堰止めて沼へ入水、また沼の北西の市の沢の清流、周辺の沢水等で湛水し、洞場と呼ばれる場所で流量調整し、村内の舘山、木沼、松掛などの各方面の約132haの水田に用水を送っていた。
溜池の役割のほか、当時は景勝地でもあり、蓮が群生し、まわりの山の緑と水を湛えた美しい沼の景観は見事なものであった。沼には様々な植物、魚類が生息し、それらを村民が採取し、生活の糧とした。また冬場は沼に分厚い氷が張り、氷を切り出し、氷室に貯蔵、氷は蚕種の貯蔵や夏季には求めに応じて売られ、魚の冷凍、病人の熱冷まし用と伊具郡内の人々の生活に役立った。
しかし、農繁期に沼の水が渇水すると、水が十分に行き渡らなくなり、水不足が頻繁に発生することからその後、阿武隈川から取水し、ポンプで揚水する計画・工事が実行された。
- 舘矢間第一揚水機場 (昭和8年（1933年)- 昭和48年（1973年）廃止)
昭和8年（1933年）、 阿武隈川筋の丸森橋上流に揚水ポンプ（30馬力）1台と幹線水路を新しく設置。
水田約190haに送水され、 舘矢間村の用水不足は解消された。同時に弁天沼は干拓され、18haの水田に変わった。
- 弁天揚水機場
阿武隈川から揚水した水を、水路から再度揚水し旧弁天沼干拓地、及び松掛地区に送水する二段揚水施設。
現在は建屋とポンプが更新されたが、現在も灌漑期に稼働している。
- 舘矢間第二揚水機場 （舘矢間桑園開田揚水ポンプ） (昭和23年（1948年)- 昭和48年（1973年）廃止)
昭和17年（1942年）4月、第二次世界大戦による食糧の急迫によって、米の増産が必要となり、国家の要請により、舘矢間一区（舘矢間村大字舘山字、西・中・東油田）の桑畑など約36haを開田する、桑園開田耕地整理事業が開始。昭和18年（1943年）12月に工事着工し、終戦後の昭和23年（1948年）8月に完成した。
それに伴う用水不足を補うため、昭和23年、舘矢間第一揚水機場隣に揚水ポンプ（40馬力）1台が追加設置された。
それまで舘矢間一区の農地は用水の確保が難しいため、水田は無く、陸稲、麦、養蚕用の桑などを栽培していた。
砂壌土の畑地を開田したことによる縦浸透の漏水により、水持ちが悪く、圃場に湛水しても1日から2日程度で水が無くなる状況であった。
（他の舘山、山田、木沼、松掛の各方面の水田は、水持ちの良い粘土質の半湿田〜湿田、壌土の乾田である。）
- 昭和29年（1954年） - 町村合併後、揚水機場、及び水利施設の管理者が丸森町となった。

（以下、追記・町村合併後）
しかし、第一・第二揚水機場も阿武隈川の河床低下による水位の低下とポンプの老朽化に伴う故障などで、しばしば揚水不能になった。そこで、管理者である丸森町から抜本的揚水施設の建設を舘矢間地区の水田耕作者に求められた。
- 昭和46年（1971年）12月10日 - 丸森町舘矢間土地改良区を設立、管理者が町から土地改良区に変わった。
（平成10年代に角田土地改良区へ統合合併、現在はあぶくま川水系角田地区土地改良区）
- 舘矢間揚水機場 昭和48年（1973年）3月31日- 土地改良区が団体営かんがい排水事業の一環として当時最新鋭の揚水機場（ポンプ吐出口径500mm・75馬力電動水中ポンプ設置）を建設。
同時に揚水機場より現在の国道349号線をくぐり、水路（隧道125m、暗渠275m）が新しく建設された。
それに伴い、第一・第二揚水機場は役目を終え、廃止、撤去された。

その他、昭和30年代後半から昭和40年代前半にかけて、陸田造成事業により、舘山、南木沼北東部などの畑地約80haを開田、また、昭和50年代から現在まで、山田、松掛、木沼地区と南木沼地区の一部の圃場において県営舘矢間西部ほ場整備事業が実施され、現在も舘矢間地区では稲作が盛んに行われている。

## 経済

### 経済・産業
農業協同組合
- 舘矢間農業協同組合
昭和23年8月15日、舘矢間村農業会と舘矢間信用組合を解散、農業協同組合が設立された。
昭和26年7月20日、舘矢間青果市場が開設された。

（現在・丸森町農業協同組合舘矢間支所→みやぎ仙南農業協同組合舘矢間支所）
- 宮城県経済農業協同組合連合会
舘矢間家畜市場(現在は廃止）

農業
- 養蚕、水稲、陸稲、麦、大豆、その他野菜類
- 畜産業 - 酪農、養豚、養鶏（採卵）

工業
- 山田石材工業（石材、墓石製造販売・本社・舘矢間村山田）明治20年創業。 （現社名）山田石材計画（株）、（有）山田石販（本社・角田市）
- 佐藤油業（食用菜種油等搾油製造・舘矢間村山田）（現社名）（有）佐藤油店（ガソリンスタンド/新日本石油）（本店・丸森町舘矢間）
- 宮城県経済農業協同組合連合会 舘矢間製麺工場 小麦増産により、乾燥うどん工場開業。現在は廃業
- 東方農業実行組合漬物工場
創業者は、組合長・菊池 傳吉氏、（現在は廃業）

建設業
- （株）本田組（土木/建築工事）昭和22年創業。（本社・丸森町舘矢間）

商業
- 横山久弥商店（米穀・肥料商）（現在）（株）横山久弥商店（米穀/農業資材/燃料店）（本社・丸森町舘矢間）
- 越後正實商店（燃料販売店）
（現在）越後商店（ガソリンスタンド/出光興産丸森給油所）、越後タクシー本社営業所（一般旅客自動車運送事業）
越後自動車(有)本社営業所（一般貨物自動車運送事業/自動車整備工場）（本社・丸森町舘矢間）
- 小形輪業商会（自転車/オートバイ）（舘矢間二区）
- 桜田商店（金物・日用雑貨販売、ガラス工事）（舘矢間二区にあった。現在は閉店）
- 齋惣魚店（現在）（有）齋惣魚店（本社・丸森町舘矢間）
- 菊安酒店（現在）（有）きくやす（酒類/食料品/河北新報販売店）（本社・丸森町舘矢間）
- 渡辺酒店（酒類/食料品）（舘矢間二区にあった。現在は閉店）
- 遠藤屋酒店（酒類/食料品）（舘矢間二区にあった。現在は閉店）
- 高橋商店（たばこ/食塩/食料品）（舘矢間二区）
- 佐直商店（たばこ/食塩/食料品）（舘矢間二区）
- 松井商店（たばこ/食塩/精米作業場）（北木沼にあった。現在は閉店）
- 阿部商店（文房具/玩具/雑貨/食料品）舘矢間小学校南側にあった。現在は閉店）

## 郵便
- 舘矢間郵便局

## 交通

### 鉄道
- 角田軌道：舘矢間駅
※角田軌道は昭和4年（1929年）に廃止

## 教育
- 舘矢間村立舘矢間小学校
- 舘矢間村立舘矢間中学校

（後に中学校は、丸森町にある丸森町・舘矢間村組合立丸舘中学校に通学）